# Colisée-Gaumont
Le Colisée est une salle de cinéma en activité de 1913 à 1988 et située au 38, avenue des Champs-Élysées, dans le 8e arrondissement de Paris.
Elle est renommée pour avoir fait la promotion du cinéma d'avant-garde à sa création, puis celle du cinéma dit d'auteur, essentiellement d’auteurs américains et français, qu'elle complète à l'occasion d'une programmation documentaire plus élitiste.
Elle ne doit pas être confondue avec la salle Gaumont Champs-Élysées, en activité en 2021, qui est située au 27-33 de l'avenue des Champs-Élysées et qui était autrefois le cinéma Marignan.[réf. souhaitée]

## Histoire
De style Louis XVI, elle est inaugurée le 6 juin 1913 par Jules Flasschoen dit Castillan, antiquaire distingué de l'avenue Kléber et par l'architecte Jacques Marcel Auburtin.
Jules Flasschoen est conscient que le cinéma est encore mal jugé à l'époque et il décide de mettre en avant une programmation hybride Cinéma et Théâtre:

« Ce sera le Cinéma des gens chics...
Ils y viendront parce que, avec un programme cinématographique hors de pair, choisi parmi les meilleures marques du monde, ils verront toujours un spectacle littéraire de premier ordre (...) »

— Castillan, mai 1913, pour la promotion de l'inauguration

Il y organise des rendez-vous qui sont à la croisée des genres -  des conférences jouées sur les thèmes du théâtre ou de la danse: Les Mercredis Frou-Frou, des ciné-conférences - ainsi que des projections documentaires, des projections de fictions à sensations et des programmes familiaux qui garantissent à la salle une bonne fréquentation et lui attribuent une identité singulière.
La salle est plébiscitée par les membres de la première avant-garde du cinéma français qui y projettent de nombreux films, et par Louis Delluc qui, s'il réserve avant tout la primeur de ses premières à la Salle-Marivaux, fréquente beaucoup ce lieu où il tient des conférences, où il diffuse certains de ses films et dont il loue le mérite de participer activement pas ses choix de programmation au débat qui accompagne la naissance et la popularisation d'un cinéma proprement français.
C'est au Colisée que lui sera rendu un hommage public le 3 avril 1924, la semaine suivant son décès, avec l'organisation par Le Club Français du Cinéma de la projection à titre posthume de son dernier film l'inondation.
La salle va faire une prestigieuse carrière.
En 1930, le "Colisée" se voit apposé le nom de "Théâtre Jacques-Haïk", du nom du producteur et distributeur de films, également créateur des cinémas parisiens "Olympia" et "Rex"
En 1933, le cinéma intègre le circuit "Gaumont".
L'établissement est transformé en 1947, avec une nouvelle façade monumentale et une nouvelle salle de 735 places.
Il est rebaptisé "Colisée-Gaumont"
À la fin de l'année 1976, le cinéma est transformé en complexe de 3 salles (602, 293 et 99 places), mais fort heureusement la grande salle avec son balcon reste intacte.
Le cinéma, devenu "Gaumont-Colisée", continuera sa carrière prestigieuse jusqu'au 30 mars 1988[réf. souhaitée], date à laquelle il ferma et sera rasé dans le cadre d'une opération immobilière. 